# زبان‌های توریچلی
زبان‌های توریچلی یک خانواده زبانی حدوداً پنجاه زبانه در شمال ساحل پاپوآ گینه نو هستند که حدود ۸۰٬۰۰۰ نفر به آن صحبت می‌کنند. نام این خانواده از کوه‌های توریچلی گرفته شده‌است. پرجمعیت‌ترین و شناخته‌شده‌ترین زبان توریچلی زبان آراپش است که حدود ۳۰٬۰۰۰ گوینده دارد.
امیدوارکننده‌ترین رابطه خارجی برای خانواده توریچلی با زبان‌های سپیک است. در بازسازی هر دو خانواده، ضمایر دارای پسوند جمع -m و پسوند دوگانه -p هستند.

## زبان‌ها
زبان‌های توریچلی به شرح زیر هستند:
- ساحل سپیک
  - شاخه مارینبرگ
  - شاخه مونومبو
  - تایاپ
- محدوده توریچلی
  - ووم
  - شاخه آراپش
  - شاخه مایمای
  - شاخه واپی غربی
  - شاخه واپی
  - شاخه پالی